# IC 5289
IC 5289 — галактика типу RN2 у сузір'ї Скульптор.
Цей об'єкт міститься в оригінальній редакції індексного каталогу.